# Squalus notocaudatus
Squalus notocaudatus är en hajart som beskrevs av Last, White och Stevens 2007. Squalus notocaudatus ingår i släktet Squalus och familjen pigghajar. IUCN kategoriserar arten globalt som otillräckligt studerad. Inga underarter finns listade i Catalogue of Life.